# Харі Нараян Апте
Харі Нараян Апте (маратхі हरी नारायण आपटे; 8 березня 1864 — 3 березня 1919) — індійський поет, прозаїк, драматург, який працював мовою маратхі.

## Життєпис
Народився у 1864 році у місті Пароле, в області Хандеш (сучасний штат Махараштра). Незабаром разом з родиною перебрався до Бомбея, у 1878 році до Пуни. Спочатку здобув домашню освіту. У 1879 році одружився. Тоді ж стає прихильником Бал Тілака та Гопал Агаркара. У 1880—1883 році навчався у Новій Англійській школі, а з 1883 до 1885 року — у Деканському коледжі. Тоді робить перші кроки у літературі. У 1885 році переходить до коледжу Фергюсона. З огляду на те, що він не зміг скласти іспит з математики, у 1886 році припинив освіту, не отримавши ступінь бакалавра. Згодом починає писати статті для газети «Кесарі», що видавав Тілак.
У 1890 році заснував щотижневик «Карамнук» («Розвага»), де став друкувати свої критичні статті, думки щодо соціальних реформ. У 1897—1907 році проявив себе під час ліквідації мору у махараштрі, за це британський уряд надав йому медаль Імператора Індії. У 1918 році стає мером Пуни.

## Творчість
Апте є автором 8 соціальних та 10 історичних романах, в яких поєднався дух ліберально-соціального реформізму і патріотичні намагання свого часу.
Цикл його романів, об'єднаних загальною назвою «Сучасні історії», відтворює побут і звичаї, уклад життя певного прошарку суспільства, так званого середнього стану. У соціальному романі «Але кому до цього діло?» (1893 рік) Апте показує руйнівну дію старих релігійних законів і забобонів на прикладі трагічної долі головної героїні Ямуни, яка гине в результаті морального та фізичного насильства, вчиненого родичами її померлого чоловіка. Романи «Я» і «Яшвантрао Кхаре» (обидва — 1895 рік) відображають процес формування людей нового типу, які присвятили життя боротьбі проти соціального і політичного гніту.
Найвищої майстерності Апте досяг у таких романах, як «Зоря» — про звитяги легендарного вождя маратхов Шиваджі — і «Катастрофа» (1915 рік) — про історію занепаду імперії Віджайянагар. У пізній творчості Апте переважає традиційна етика самоприборкання і морального самовдосконалення. У «Зорі» і «Катастрофу» письменник відстоює думку, що історичні події та обставини — не результат якихось безособових сил, оскільки вони складаються з діянь, вчинків конкретних людей, не Бог і не боги, а сама людина створює та руйнує, все в світі твориться людиною.
Його п'єси є обробкою творів Мольєра, Шекспіра та Віктора Гюго з урахування індійських особливостей, зокрема «Примусовий шлюб», «Джаядхаваджа», «Шрутакуртікаріта». Крім того теми автор брав з творів Калідаси.